# Бабаев, Гамаль Низамиевич
Гамаль Низамиевич Бабаев (18 июня 1978, Махачкала) — российский футболист, защитник, тренер. С 2021 года тренирует женскую команду «Краснодар».

## Биография
В качестве футболиста выступал на позиции защитника за клубы Дагестана. В 1996—1999 годах провёл 123 матча на профессиональном уровне в третьей и второй лигах России за «Анжи-2» и «Динамо» (Махачкала), но травма не позволила продолжить карьеру. Затем играл на любительском уровне, провёл не менее трёх сезонов в первенстве КФК.
С 2000 года работал детским тренером в РСДЮШОР № 2 г. Махачкалы. Среди его воспитанников — Сердер Сердеров, Исламнур Абдулавов. Со временем стал совмещать работу в школе с тренерством ряда взрослых любительских команд, в том числе «Анжи-2» и ФК «Махачкала». В 2011 году перешёл на тренерскую работу в клуб «Анжи», где работал с младшими командами. В 2017—2018 годах возглавлял молодёжный состав клуба, игравший в молодёжном первенстве премьер-лиги России, с июля 2018 по февраль 2019 года тренировал команду 19-летних.
В 2019 году перешёл на работу в академию клуба «Краснодар», где тренировал команды 2004—2005 годов рождения. В начале 2021 года назначен главным тренером женской команды «Краснодар», выступающей в высшем дивизионе России.
Окончил Дагестанский государственный педагогический университет. Имеет тренерскую лицензию «А».

## Личная жизнь
Отец, Низами Бабаев (род. 1941) — тренер по баскетболу и футболу, заместитель директора РСДЮШОР № 2 (Махачкала). Жена Джамиля Бабаева — тренер по физподготовке ЖФК Краснодар.